# 岐阜工業 (企業)
岐阜工業株式会社（ぎふこうぎょう、英: GIFU INDUSTRY CO., LTD.）は、コンクリート型枠を主体としたトンネル工事用各種機械の設計・製作・販売を行う企業である。本社は岐阜県瑞穂市にある。

## 沿革
- 1973年5月 - 岐阜工業株式会社を設立。トンネル建設機械の外、クレーン、コンベアー、ゲート、エレベーターを製作。
  - 6月 - 東北新幹線、青函トンネルの販路拡張のために仙台工場及び仙台出張所を設置。
- 1974年1月 - 輸出業務拡大のために東京営業所を設置。
- 1976年7月 - 香港に現地法人岐阜工業(香港)有限公司を開設、同時に現地工場2ヶ所を開設。
- 1978年9月 - 九州地方の販路拡張のため九州営業所を設立。
- 1982年3月 - コンクリート吹付ロボットを開発し、製作、販売及びセラミックの溶射事業を始める。
- 1987年10月 - NC工作機用電気制御盤の設計、組付をするため岐阜工業電子株式会社を設立。
- 1992年3月 - C.I.(新マーク)を導入。
  - 12月 - ハイテク巣南工場を開設。
- 1994年3月 - 谷汲機材センターを開設（各種門型クレーン 15台）。
- 1999年4月 - 木曽屋機材センターを開設（各種門型クレーン 15台）。
- 2000年12月 - 谷汲機材センター内に製造工場増設。谷汲及び木曽屋機材センターにクレーンを増設し、生産体制を強化。
- 2005年10月 - 木曽屋機材センター内に製造工場増設。
- 2007年2月 - ベトナムに関連会社の岐阜工業ベトナム有限会社を設立。
- 2008年10月 - 木曽屋工場内にAP工場増設。

## 製品
- 全断面スチールフォーム
- 全断面スライドセントル
- 上半先進工法（在来工法）
- 上半スチールフォーム
- センターピラースチールフォーム
- サイドビームタイプスチールフォーム
- パートビームタイプスチールフォーム
- ニードルビームタイプスチールフォーム／スライドセントル
- センタービームタイプスチールフォーム
- テレスコピックスチールフォーム
- 中壁付スチールフォーム
- カルバートスライドセントル